# Gerhard Fiedler
Gerhard Fiedler (* 23. Juni 1928) ist ein ehemaliger deutscher Fußballtorhüter. Er spielte mit der BSG Stahl Thale in der DDR-Oberliga.

## Karriere
In der Saison 1952/53 gehörte er zum Kader der BSG Stahl Thale in der DDR-Oberliga. Sein einziges Spiel für Thale in der DDR-Oberliga absolvierte er am 4. Januar 1953 beim Spiel gegen die BSG Lokomotive Stendal. Von Trainer Paul Kugler wurde er beim 2:1-Sieg in der 80. Minute als Ersatz für Stammtorhüter Heinz Bernhardt eingewechselt.